# NGC 6454
NGC 6454 ist eine 13,7 mag helle Galaxie mit aktivem Galaxienkern vom Hubble-Typ S? im Sternbild Drache am Nordsternhimmel, die schätzungsweise 417 Millionen Lichtjahre von der Milchstraße entfernt ist.
Das Objekt wurde am 19. April 1885 von Lewis A. Swift entdeckt.